# Vaxoljeskinn
Vaxoljeskinn (Sistotrema resinicystidium) är en svampart som beskrevs av Hallenb. 1980. Enligt Catalogue of Life ingår Vaxoljeskinn i släktet Sistotrema,  och familjen Hydnaceae, men enligt Dyntaxa är tillhörigheten istället släktet Sistotrema,  och familjen Sistotremataceae. Arten är reproducerande i Sverige. Inga underarter finns listade i Catalogue of Life.